# 伏毛萼羽叶楸
伏毛萼羽叶楸（学名：Stereospermum strigillosum）为紫葳科羽叶楸属的植物，为中国的特有植物。分布在中国大陆的云南等地，生长于海拔110米的地区，多生长在山谷疏林中润湿地区，目前尚未由人工引种栽培。